# Minardi M189
La Minardi M189 è una monoposto di Formula 1, costruita dalla scuderia Minardi per partecipare al Campionato mondiale di Formula Uno del 1989. 

## Descrizione

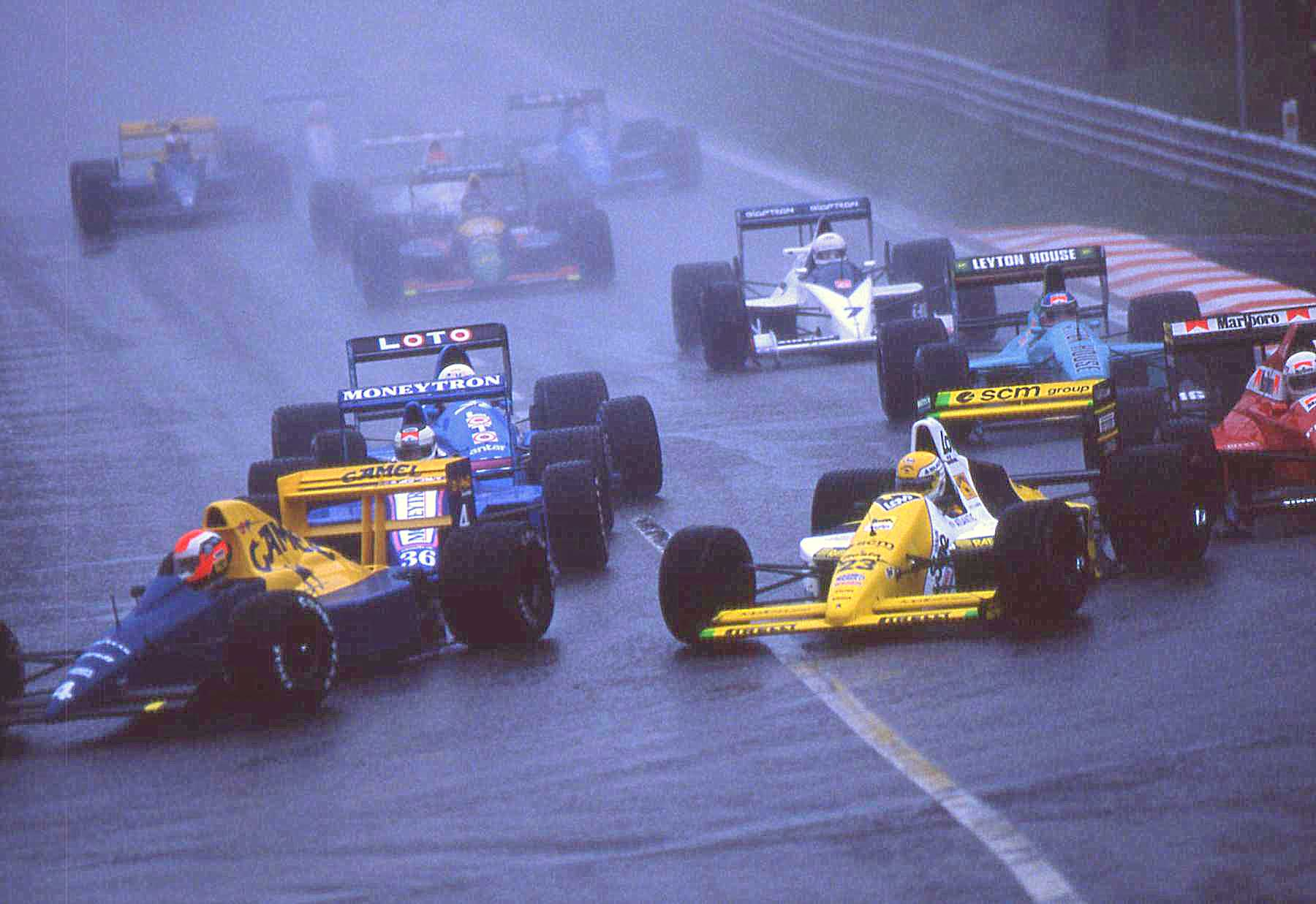
Pierluigi Martini (in primo piano, sulla destra) al volante della M189 nel Gran Premio del Belgio 1989

Presentata parzialmente durante l'anno e guidato dai piloti Pierluigi Martini e Luis Pérez-Sala, è stata progettata da Aldo Costa e Nigel Cowperthwaite. Dotata di pneumatici Pirelli, era alimentata da un motore Ford Cosworth DFZ V8, lo stesso tipo di propulsore che era stato utilizzato nella stagione precedente sulla M188.
Per la stagione successiva del 1990, fu aggiornata nella versione M189B e utilizzata per le prime due gare dell'anno, prima di essere sostituita dalla M190.
Proprio la M189B fu artefice di uno dei maggiori exploit nella storia Minardi quando, nelle qualifiche del primo Gran Premio della stagione a Phoenix, riuscì, grazie alla competitività sul giro secco delle coperture Pirelli, a ottenere la prima fila – rimasta l'unica in Formula 1 nella storia della scuderia faentina – dietro solo al poleman Gerhard Berger su McLaren.

## Risultati completi
| Anno | Team    | Motore                                  | Gomme | Piloti  |  |  |  |     |     |     |     |   |    |     |    |   |    |     |     |    | Punti | Pos. |
| ---- | ------- | --------------------------------------- | ----- | ------- |  |  |  | --- | --- | --- | --- | - | -- | --- | -- | - | -- | --- | --- | -- | ----- | ---- |
| 1989 | Minardi | Ford Cosworth DFZ da 3,494 cc V8 da 90° | P     | Martini |  |  |  | Rit | Rit | Rit | Rit | 5 | 9  | Rit | 9  | 7 | 5  | Rit |     | 6  | 6     | 11º  |
| 1989 | Minardi | Ford Cosworth DFZ da 3,494 cc V8 da 90° | P     | Sala    |  |  |  | NQ  | Rit | Rit | NQ  | 6 | NQ | Rit | 15 | 8 | 12 | Rit | Rit | NQ | 6     | 11º  |
| 1989 | Minardi | Ford Cosworth DFZ da 3,494 cc V8 da 90° | P     | Barilla |  |  |  |     |     |     |     |   |    |     |    |   |    |     | Rit |    | 6     | 11º  |

| Anno | Team    | Motore                                  | Gomme | Piloti  |     |     |  |  |  |  |  |  |  |  |  |  |  |  |  |  | Punti | Pos. |
| ---- | ------- | --------------------------------------- | ----- | ------- | --- | --- |  |  |  |  |  |  |  |  |  |  |  |  |  |  | ----- | ---- |
| 1990 | Minardi | Ford Cosworth DFZ da 3,494 cc V8 da 90° | P     | Martini | 7   | 9   |  |  |  |  |  |  |  |  |  |  |  |  |  |  | 0     | 12º  |
| 1990 | Minardi | Ford Cosworth DFZ da 3,494 cc V8 da 90° | P     | Barilla | Rit | Rit |  |  |  |  |  |  |  |  |  |  |  |  |  |  | 0     | 12º  |

| Legenda | 1º posto     | 2º posto | 3º posto    | A punti         | Senza punti/Non class.  | Grassetto – Pole position Corsivo – Giro più veloce |
| Legenda | Squalificato | Ritirato | Non partito | Non qualificato | Solo prove/Terzo pilota | Grassetto – Pole position Corsivo – Giro più veloce |